# 라자마타

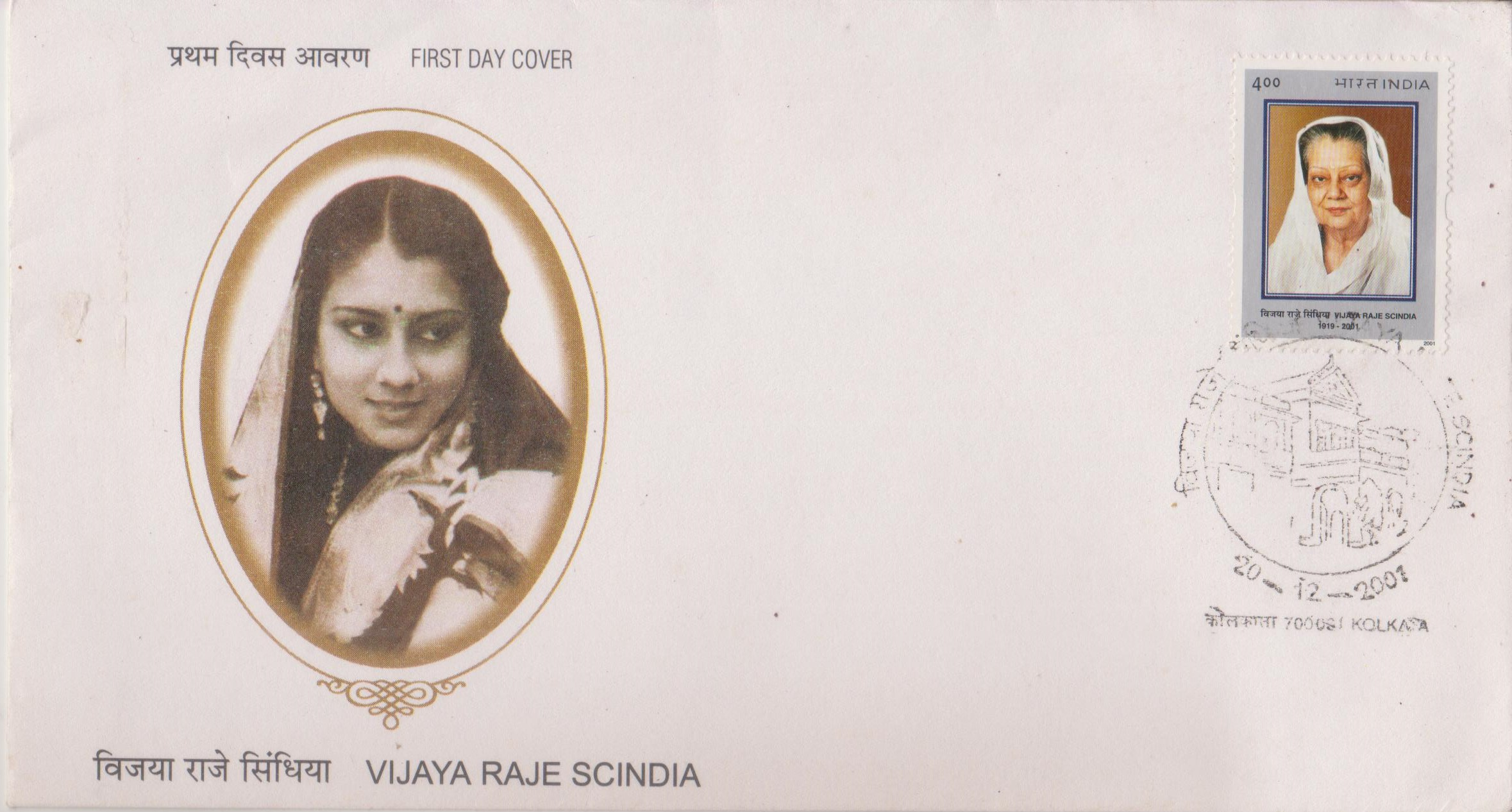
그와리오르의 비자야 라제 신디아

라자마타(산스크리트어: राजमाता)는 산스크리트어로 왕(라자)의 어머니를 위해 사용되는 용어이다. 이것은 또한 태후를 의미하는 단어로도 사용된다. 동시대에, 이것은 인도의 번왕가의 가장을 다루는 데 가장 흔하게 사용된다.